# اقتحام مدرج

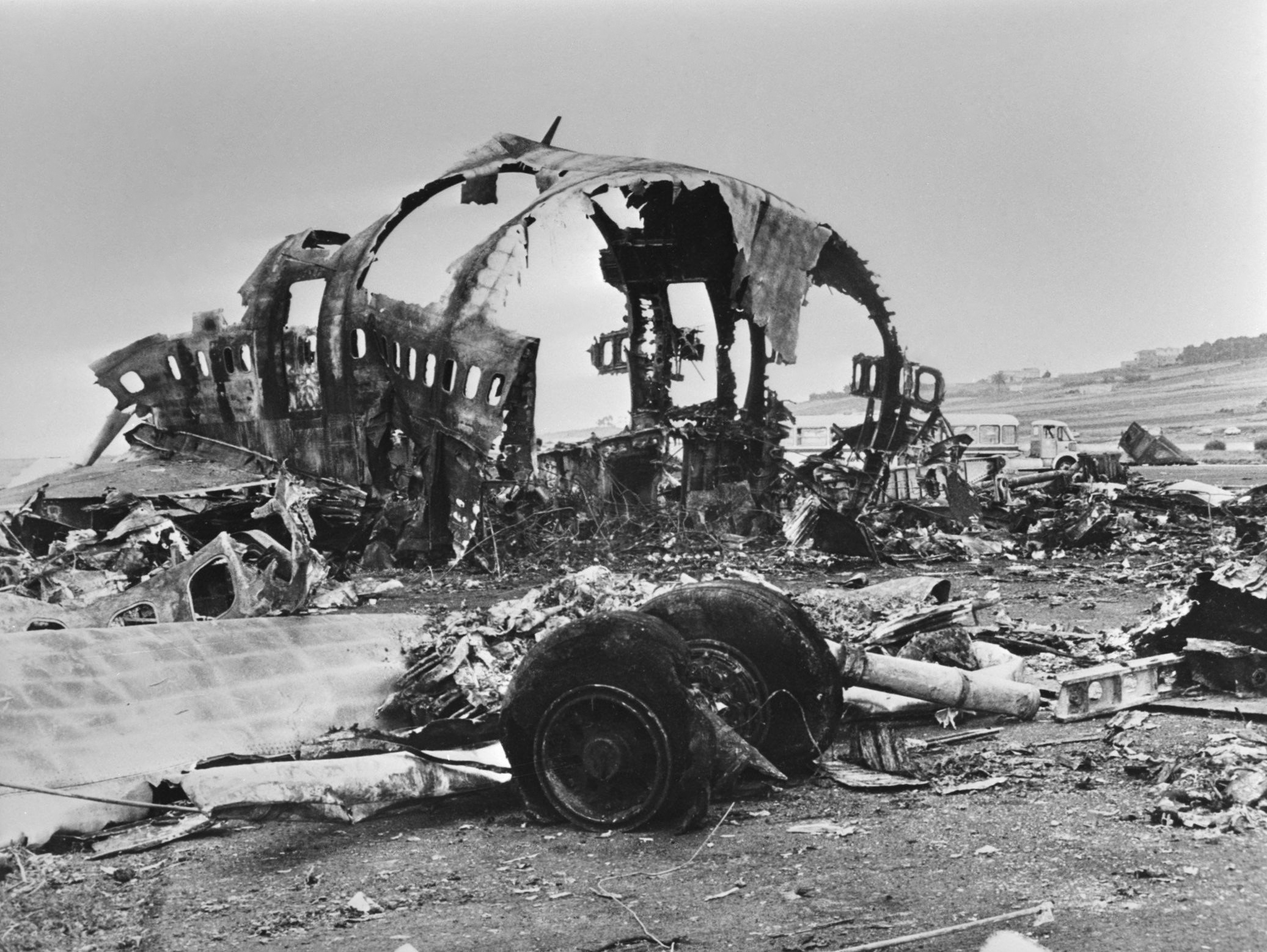

اقتحام المدرج هو حادث يقع، نتيجة دخول طائرة أو مركبة أو شخص غير مصرح به في منطقة حركة المطار (مدرج أو ممر). مما يؤثر سلبا على سلامة المدرج، وقد يتسبب في خلق حالة خطر قد ينتج عنها اصطدام طائرة أثناء الإقلاع أو الهبوط مع الكائن. وقد حددته منظمة الطيران المدني الدولي في 27 أبريل 2006م على النحو التالي:
أي حادث يحدث في مطار ينطوي على وجود غير صحيح لطائرة أو مركبة أو شخص في المنطقة المحمية على سطح مخصص لهبوط الطائرات وإقلاعها.
وكانت كارثة مطار تينيريفي عام 1977، وهي أعنف حادث في تاريخ الطيران، نتيجة اجتياح المدرج.